# Thüringer Energie Team
Thüringer Energie is een Duitse wielerploeg die gespecialiseerd is in het opleiden van Duitse jongeren. Ze doen steeds mee aan de bekende Bundesliga U23.

## Bekende (ex-) wielrenners
- John Degenkolb (2008-2010)
- Patrick Gretsch (2006-2009)
- Marcel Kittel (2007-2010)
- Tony Martin (2006-2007)
- Maximilian Schachmann (2013-2013)

## Seizoen 2014

### Transfers
| Inkomend | Team 2013 | Uitgaand              | Team 2014                      |
| -------- | --------- | --------------------- | ------------------------------ |
|          |           | Jan Brockhoff         | Giant-Shimano Development Team |
|          |           | Maximilian Schachmann | Giant-Shimano Development Team |
|          |           | Alex Frame            | Giant-Shimano Development Team |
|          |           | Nikodemus Holler      | Team Stuttgart                 |
|          |           | Jasha Sütterlin       | Team Movistar                  |
|          |           | Moritz Schaffner      | Rad-net Rose Team              |
|          |           | Jack Cummings         | Team Stuttgart                 |

## Seizoen 2013

### Overwinningen in de UCI Europe Tour
| Datum   | Wedstrijd                                        | Cat. | Winnaar         |
| ------- | ------------------------------------------------ | ---- | --------------- |
| 21 juni | Duits kampioenschap, Beloften (ITT)              | CN   | Jasha Sütterlin |
| 9 juli  | Proloog Ronde van de Aostavallei, Beloften (ITT) | 2.2U | Jasha Sütterlin |
| 14 juli | 5e etappe Ronde van de Aostavallei, Beloften     | 2.2U | Jasha Sütterlin |

### Renners
| Naam                           | Geboortedatum   | Nationaliteit | Ploeg 2012                     |
| ------------------------------ | --------------- | ------------- | ------------------------------ |
| Marcel Barth                   | 22 mei 1986     | Duitsland     |                                |
| Jan Brockhoff                  | 3 december 1994 | Duitsland     | Neo                            |
| Jack Cummings                  | 2 januari 1994  | Australië     | Neo                            |
| Alex Frame                     | 18 juni 1993    | Nieuw-Zeeland | Neo                            |
| Nikodemus Holler               | 4 mei 1991      | Duitsland     | Team Specialized Concept Store |
| Maximilian Schachmann          | 9 januari 1994  | Duitsland     | Neo                            |
| Moritz Schaffner               | 15 oktober 1993 | Duitsland     |                                |
| Jasha Sütterlin                | 4 november 1992 | Duitsland     |                                |
| Fabian Thiel (tot 16 augustus) | 6 januari 1992  | Duitsland     |                                |